# Suzuki GSF 1200
Die GSF 1200 Bandit ist ein Motorrad des japanischen Herstellers Suzuki, das von 1996 bis 2006 hergestellt wurde.

## Modellgeschichte

### Baujahre 1995–2000 Typ GV75A
1995 (Modelljahr S) Die GSF 1200 wird 1995 nur auf dem japanischen Markt angeboten und ist noch auf 180 km/h gedrosselt. Vom offiziellen Importeur wird die GSF 1200 des 95er Modelljahres noch nicht nach Deutschland importiert. Das 95er Baujahr unterscheidet sich von den späteren, offiziell importierten Modellen in Rückspiegeln, Ölkühlerblenden, polierten Motordeckeln, fehlenden Sozius-Haltegriffen und einfach gestalteten Kettenspannern, die außen auf die Schwinge aufgesetzt sind.
1996 (Modelljahr T) Im Januar wird die Suzuki GSF 1200 Bandit (Werksbezeichnung: GV75A) in Deutschland auf dem Markt eingeführt.
Der Motor ist ursprünglich aus einer 1100er GSX-R und wurde für die 1200er Bandit modifiziert.
Zur Auslieferung kommt die „S“-Version mit Verkleidung als Sporttourer sowie die „N“-Version als Naked Bike.
1997 (Modelljahr V) wird die 1200er Bandit unverändert weitergebaut und es wird noch zusätzlich eine Variante mit ABS angeboten.
1998 (Modelljahr W) ändert sich außer dem Namen für die ABS Variante nichts. Die S-Variante der Bandit mit ABS heißt nun SA.
1999 (Modelljahr X) kann die Bandit 1200 auch in braun geordert werden. Limited Edition GSF1200 Road Warrior 500 Stück nur in Schwarz.
2000 (Modelljahr Y) außer bei der Farbgebung wird nichts verändert.

### Baujahre 2001–2005 Typ WVA9

GSF 1200 S ab Baujahr 2001

2001 (Modelljahr K1) wird die 1200er Bandit (Werksbezeichnung WVA9) deutlich modifiziert. Die Bandit erhält einen neuen Rahmen, neue Instrumente mit Digitalanzeigen, neue Vergaser, Tokico-Sechskolbenbremssättel, eine stärkere Lichtmaschine und einen neuen 20-Liter-Tank (vorher 19 Liter). Auch wurden die Lenkgeometrie und die Sitzhöhe sowie die Polsterung der Sitzbank verändert.
Die Bandit-S bekommt noch Doppelscheinwerfer und eine neue Frontverkleidung.
Allerdings gibt es kein Modell mit ABS mehr. Die Modelle ab 2001 erhalten von der deutschen Community den inoffiziellen Beinamen „POP“.
2002 (Modelljahr K2) werden verbesserte Zündboxen eingebaut.
2003 (Modelljahr K3) werden andere Lenkkopflager verbaut. Der Lichtschalter entfällt und wird durch einen Warnblinkanlagenschalter ersetzt.
2004, 2005 (Modelljahr K4 + K5) Außer einem zusätzlichen Katalysator werden keine nennenswerte Änderungen vorgenommen. Zum ersten Mal sind auch zweifarbige Sondermodelle 1200SZ und 1200Z erhältlich.

### Baujahre ab 2006 Typ WVCB
2006 (Modelljahr K6) (Werksbezeichnung WVCB) Einführung einer neuen, optisch stark veränderten Version der 1200er Bandit. Die K6 ist ein Zwischenmodell mit dem alten Luft/Öl gekühlten Motor und der Optik der wassergekühlten Modelle ab 2007. In Deutschland gab es fast nur Bandits mit ABS. Modelle ohne ABS sind nur die ersten ausgelieferten deutschen Modelle oder Grauimporte. Der vordere Teil der Sitzbank kann jetzt in der Höhe verändert werden. Durch eine straffere Fahrwerksabstimmung ist die Bandit auch handlicher. Auf einen Benzinhahn wurde verzichtet. Tacho und Tankanzeige sind jetzt digital, der Drehzahlmesser analog. Die Klarglas Doppelscheinwerfer sind übereinander angeordnet. Inoffiziell erhält die K6 den Beinamen „NEO“.

### Nachfolger
2007 Ab diesem Modelljahr wird die GSF 1200 von der Bandit 1250 abgelöst. Der Modellwechsel beinhaltet die Abkehr vom Luft/Öl gekühlten Motor mit Vergaser hin zum wassergekühlten Motor mit Einspritzanlage und einem 6-Gang-Getriebe. Dieser Wandel war aufgrund von verschärften Abgasvorschriften und Vorschriften zur Geräuschentwicklung notwendig geworden. Der neue Motor verbraucht zudem im Schnitt 1 Liter weniger Kraftstoff pro 100 km.

## Inoffizielle Namensgebung
Unter Bandit-Fahrern werden die Modelle auch wie folgt bezeichnet:
- „Kult“ – Modelljahr 1996 bis 2000
- „Pop“ – Modelljahr 2001 bis 2005
- „Neo“ – Modelljahr 2006
- „Evo“ – Modelljahr 2007 bis heute

Diese Bezeichnungen entstammen Abstimmungen, die für jedes neue Modell im Internet durchgeführt werden.

## Technische Daten
- max. Leistung:
  - 72 kW (98 PS) bei 8.500 min−1
- max. Drehmoment:
  - 91 Nm bei 4.500 min−1 (GV75A)
  - 92 Nm bei 6.500 min−1 (WVA9)
- V max:
  - 220 km/h (GV75A N-Version)
  - 225 km/h (WVA9 N-Version)
  - 230 km/h (WVA9 S-Version)
- Kraftstoffverbrauch:
  - ca. 5,5 – 9,0 Liter/100 km (je nach Fahrweise)
- Motortyp:
  - Viertakt-Reihenvierzylinder, DOHC, 16 Ventile, Luft-/Ölkühlung
- Hubraum:
  - 1.157 cm³
- Bohrung × Hub [mm]: 
  - 79,0 × 59,0
- Verdichtungsverhältnis:
  - 9,5:1
- Kraftstoffaufbereitung:
  - GV75A: 4 × 36 mm Mikuni BST 36 SS-Vergaser
  - WVA9: 4 × 36 mm Mikuni BSR 36 SS-Vergaser
- Zündsystem:
  - Transistorzündung
- Kupplung:
  - Mehrscheibenkupplung im Ölbad
- Getriebe:
  - 5 Gang
- Übersetzungsverhältnis:
  - 3,000 (45/15)

## Farben
In folgenden Farben wurde die Suzuki GSF 1200 Bandit in Deutschland ausgeliefert.
| Modelljahr | Farbe                   | Farbbezeichnung Suzuki      | Farbcode |
| ---------- | ----------------------- | --------------------------- | -------- |
| T          | Dunkelrot Metallic      | Candy Academy Maroon        | 22U      |
|            | Schwarz                 | Pearl Novelty Black         | 33J      |
|            | Grün                    | Candy Forest Green          | Y98      |
| V          | Dunkelrot Metallic      | Candy Academy Maroon        | 22U      |
|            | Schwarz                 | Pearl Novelty Black         | 33J      |
|            | Blau Metallic           | Candy Dusk Blue             | Y0N      |
| W          | Dunkelrot Metallic      | Candy Academy Maroon        | 22U      |
|            | Schwarz                 | Pearl Novelty Black         | 33J      |
|            | Grün                    | Prime Green                 | 1UH      |
|            | Silber                  | Ecru Silber Metallic        | Y4H      |
| X          | Dunkelrot Metallic      | Candy Academy Maroon        | 22U      |
|            | Schwarz                 | Pearl Novelty Black         | 33J      |
|            | Braun Metallic          | Candy Dark Umber Brown      | Y7F      |
|            | Grün                    | Dark British Green Metallic | Y7G      |
| Y          | Schwarz                 | Pearl Novelty Black         | 33J      |
|            | Grau Blau               | Pearl Steel Blue Grey       | Y9E      |
| K1         | Schwarz                 | Pearl Novelty Black         | 33J      |
|            | Rot Metallic            | Candy Velvety Red           | YC6      |
|            | Dunkelblau Metallic     | Dark Space Blue Metallic    | Y7H      |
| K2         | Schwarz                 | Pearl Novelty Black         | 33J      |
|            | Dunkelblau Metallic     | Dark Space Blue Metallic    | Y7H      |
|            | Silber                  | Sonic Silver Metallic       | YD8      |
| K3         | Dunkelblau Metallic     | Pearl Deep Sea Blue         | YAR      |
|            | Silber                  | Sonic Silver Metallic       | YD8      |
|            | Grün Metallic           | Sufo Green Metallic         | YV4      |
| K4         | Dunkelblau Metallic     | Pearl Deep Sea Blue         | YAR      |
|            | Silber                  | Sonic Silver Metallic       | YD8      |
|            | Grau Anthrazit Metallic | Barell Grey Metallic        | YAU      |
|            | Blau Metallic + Weiß    | 2-farbiges Sondermodell     | LR5      |
| K5         | Blau Metallic + Weiß    | 2-farbiges Sondermodell     | LR5      |
|            | Schwarz                 | Pearl Nebular Black         | YAY      |
|            | Silber                  | Sonic Silver Metallic       | YD8      |
| K6         | Blau Metallic           | Candy Indy Blue             | YKZ      |
|            | Schwarz                 | Pearl Nebular Black         | YAY      |
|            | Rot                     | Candy Sonoma Red            | YHL      |
|            | Dunkelgrau/Rot          | Metallic Phantom Gray       | YHF      |